# 하병훈
하병훈은 대한민국의 텔레비전 드라마 연출감독이다.

## 드라마
- 2016년 ~ 2017년 KBS2 금요 시트콤 《마음의 소리》 ... 연출
- 2017년 KBS2 금토 미니시리즈 《고백부부》 ... 연출
- 2020년 JTBC 월화 미니시리즈 《18 어게인》 ... 연출
- 2023년 티빙 미니시리즈 《이재 곧 죽습니다》